# سینمای نامیبیا
سینمای نامیبیا به صنعت فیلم در این کشور اشاره دارد که در سال ۱۹۹۰ از آفریقای جنوبی اعلام استقلال کرد. در سال ۲۰۰۰ دولت نامیبیا مصوبه کمیسیون فیلم نامیبیا را به تصویب رساند تا فیلمسازی در این کشور را ترویج دهد.